# Beppe Maniglia
Beppe Maniglia, pseudonimo di Giuseppe Fuggi (Kolozsvar, 19 aprile 1943), è un chitarrista e artista di strada italiano.

## Biografia
Nacque a Kolozsvar, da genitori entrambi musicisti. Il padre, italiano, è stato primo oboe nell'orchestra del Teatro Comunale di Bologna e la madre, ungherese, era una pianista. Dopo la separazione dei genitori rimase col padre che lo portò con sé in Italia, dove visse un'infanzia solitaria. Il suo pseudonimo è dovuto alla piccola maniglia, presente sulla chitarra, che usa per distorcere il suono; al tempo era uno dei pochi a saperla usare e perciò gli è stato dato questo soprannome che ha deciso di conservare negli anni.
Beppe Maniglia è noto nel capoluogo emiliano poiché per anni (prima che il comune di Bologna glielo impedisse, a seguito di una lunga polemica dovuta all'alto volume da lui prodotto) si esibiva come musicista-saltimbanco in Piazza Maggiore e Piazza del Nettuno con una Harley Davidson con montato sopra un impianto acustico, suonando con una chitarra elettrica musica rock (di cui si occupa fin dagli anni sessanta, quando faceva parte della band Les Copains) su basi preregistrate e vendendo ai passanti prima musicassette poi cd, editi dalla sua etichetta discografica personale Maniglia Muscolosa Music.
D'estate solitamente si esibisce a Cattolica, sulla riviera romagnola.
Un tema ricorrente dei suoi pezzi, che spaziano tra diversi generi musicali, è quello degli indiani d'America. All'inizio del 2008 ha espresso l'intenzione di candidarsi a sindaco della città di Bologna alla guida di una lista civica, che è stata presentata ma esclusa dalla competizione elettorale per irregolarità formali. Nel 2016 ha espresso nuovamente l'intenzione di candidarsi.
Impegnato in opere umanitarie, nel 1986 è stato invitato a Londra da Bob Geldof a suonare per Sport Aid. Si è esibito nei programmi televisivi Italia's Got Talent su Canale 5, Attenti a quei due su Rai 1, ed è stato ospite di Raffaella Carrà.

## Citazioni e omaggi
- Isabella Santacroce lo ricorda su una spiaggia che "passa rombando su una stranissima Harley Davidson" in Fluo: storie di giovani a Riccione[15].
- Pier Vittorio Tondelli lo cita mentre "continua a cantare e far scoppiare boule e raccontare con la sua chitarra storie di indiani d'America" in Un weekend postmoderno[16]: il suo numero era infatti quello di far scoppiare, gonfiandola a fiato, una borsa dell'acqua calda.
- Alessandro Baricco lo definisce immarcescibile, e con la faccia da fiondato di classe: "Chissà quanti anni ha, Beppe Maniglia. E se ha una mamma. E cosa dice la mamma quando le chiedono Cosa fa suo figlio? E che regalo gli farà per Natale?" in Barnum: cronache del grande show del 2000[17].
- Il concittadino Gianluca Morozzi invece racconta un fatto detto solo da "leggende", che Bruce Springsteen, dopo averlo sentito suonare Apache, avrebbe comprato la cassetta I Remember da Maniglia senza essere riconosciuto: "Ecco, io non so se sia vera o no questa storia, ma l'idea di Bruce Springsteen che compra una cassetta di Beppe Maniglia, mio idolo adolescenziale, l'uomo delle borse dell'acqua calda, è talmente bella che io voglio assolutamente che sia vera"[18].
- Beppe Maniglia viene anche citato nella canzone Bologna soccia dei Gem Boy ("Un dolce suono mi giunge all'orecchio... / Ma sono le campane di San Petronio! / No, sarà il coro dell'Antoniano! / o forse Carboni, Dalla, Morandi... / Ah, no! Ho capito: / È Beppe Maniglia!").
- Nel 2009 appare per qualche secondo nell'episodio Sempre avanti, della terza serie de L'ispettore Coliandro. Si tratta di un vero e proprio omaggio: Coliandro camminando da solo tra i portici di Bologna sente Alambra e poi si chiede "Ma perché Beppe Maniglia non è diventato uno dei chitarristi più famosi nel mondo?" mentre la figura di Maniglia appare in un angolo dello schermo.

## Discografia
- Mama Bess & Papa Joe
- Animal
- Love Sex And Music
- Indians '60
- Guitar rhythm and blues
- Guitar rock 'n' roll
- The Commandments of Love
- Beatlesmania
- Sexable
- A sud del sole
- Latino
- Latino 2
- Latino 3
- Napoli
- Soul Guitar
- Country Love
- Friend Road
- Indians
- I Remember
- Lobotomy
- Ghost (I Remember 2)
- Subliminal
- Cuba
- Harley Davidson
- Blues on